# Bombus inexspectatus
Bombus inexspectatus là một loài Hymenoptera trong họ Apidae. Loài này được Tkalcu mô tả khoa học năm 1963.